# Larinopoda lycaenoides
Larinopoda lycaenoides är en fjärilsart som beskrevs av Butler 1871. Larinopoda lycaenoides ingår i släktet Larinopoda och familjen juvelvingar. Inga underarter finns listade i Catalogue of Life.